# Obando (Colombia)
Obando è un comune della Colombia facente parte del dipartimento di Valle del Cauca. 
L'abitato venne fondato da José María Obando ed altri coloni nel 1890.